# Septembre 1803

## Événements
- 12 septembre : fondation par les Britanniques de la colonie de Risdon Cove, premier établissement européen en Tasmanie[1].

- 14 septembre : les troupes de Lord Lake entrent à Delhi. L’empereur moghol shah Alam II perçoit une pension des Britanniques[2].

- 27 septembre : traité d’alliance franco-suisse[3].

## Naissances
- 17 septembre : Constantin Wilhelm Lambert Gloger (mort en 1863), zoologiste et ornithologue allemand.
- 23 septembre : Prosper Mérimée, écrivain français († 23 septembre 1870).
- 26 septembre :
  - Thomas Sidney Cooper, peintre britannique († 7 février 1902).
  - Frederik Ludvig Vibe, pédagogue norvégien († 21 juin 1881).
- 29 septembre : Charles Sturm (mort en 1855), mathématicien français d'origine allemande.

## Décès
- 5 septembre, Italie : Pierre Choderlos de Laclos, écrivain et officier français, de dysenterie à Tarente (° 18 octobre 1741).
- 16 septembre : Nicolas Baudin (né en 1754), explorateur français.
- 17 septembre : Franz Xaver Süßmayr, compositeur autrichien.